# Mănăstirea Sihăstria Putnei
Mănăstirea Sihăstria Putnei este o mănăstire ortodoxă din România situată în comuna Putna, județul Suceava.

## Înhumări
- IPS Pimen (1929 - 2020), arhiepiscopul Sucevei și Rădăuților.
- Părintele Proclu Nicău (1928-2017)[necesită citare]
- Marie Ana Aurelia (Mariana) Drăgescu (1912 - 2013), una din aviatoarele Escadrilei Albe, calitate în care a evacuat pe calea aerului răniți de pe Frontul de Răsărit în perioada 1941-1943.[necesită citare]